# Turistická značená trasa 0012
 Turistická značená trasa 0012 je červeně vyznačená 18,5 kilometrů dlouhá pěší trasa Klubu českých turistů ve středním Povltaví v okrese Praha-západ a Příbram. Vede ze Štěchovic přes lesy ke kapli na Rovínku na břehu slapské přehrady, a přes Slapy, Buš a Čím zpět ke slapské přehradě ke kostelu v Živohošti.

## Popis trasy
Trasa začíná u rozcestníku na štěchovickém autobusovém nádraží. Nejprve vede asi 180 metrů po hlavní štěchovické ulici směrem na jih, poté zatáčí doleva a kolem základní školy, památníku obětem I. světové války a hasičské zbrojnice směřuje k mostu přes říčku Kocábu (asi o 100 metrů dál na malém návrší ční štěchovický kostel sv. Jana Nepomuckého a fara). Trasa však zatáčí doprava, prochází mezi domy a začíná stoupat směrem k lesu. Následujících přibližně 5,5 km trasa vede lesem, přičemž tento lesní úsek se nachází uvnitř přírodního parku Střed Čech. Na počátku tohoto lesního úseku trasa relativně prudce stoupá (na prvním kilometru je převýšení 133 metrů ). Míjí samotu Homole a na rozcestníku Kolna křižuje s částí nejstarší značené trasy KČT, která byla v roce 2014 obnovena k výročí 125 let od jejího prvního vyznačení. Za Kolnou trasa převážně klesá (na dalších třech kilometrech klesne o 140 metrů Po dvou kilometrech po lesních cestách vede přibližně 350 metrů po silnici a následně směřuje ke kapli Nanebevzetí Panny Marie na Rovínku na břehu slapské přehady.
Od rozcestníku Na Rovínku trasa vede více než 4 km převážně jihovýchodně, prvních přibližně 570 metrů lesem (po 300 metrech je u lávky přes potok studánka), následně asi 300 metrů po poli a poté asi 1,4 km zastavěnou částí obce Slapy. Ve Slapích mimo jiné prochází kolem kostela sv. Petra a Pavla, několika obchodů a restaurací, resp. hospod. Na jižním okraji Slap trasa prochází kolem plotu zahrady veřejnosti nepřístupného pseudobarokního zámku. (Do areálu však je možné nahlédnout přes bránu na jižní straně areálu.) Od slapského zámku trasa vede zhruba 1 km po silnici do vesnice Buš. (Asi 150 metrů za Slapy je na kraji silnice malebná kaplička.) I v obci Buš se nachází několik restaurací, kaplička, dětské hřiště apod.
Za obcí Buš trasa vede 3 km převážně jižním směrem k obci Čím a to nejprve zhruba 1,3 km po málo frekventované místní silnici a za samotou U Dobré vody potom po polních, resp. lesních cestách. V obci Čím trasa prochází kolem kapličky a v jižní části Čímu kolem restaurace.
Od obce Čím trasa následně vede přes 4 km převážně jihozápadním směrem a to s výjimkou krátkého, asi 100metrového silničního úseku, po místních a lesních cestách. Trasa nejprve stoupá směrem k Ostrému vrchu (převýšení 120 metrů na 1,5 km) a následně spíše klesá (na zbývajících asi 3 km klesne o 180 metrů). Před Živohoští trasa přechází silnici II/114 a směřuje směrem k slapské přehradě. V závěrečném, asi 650 metrovém úseku trasa mírně klesá a prochází celou Živohoští až ke kostelu sv. Fabiána a Šebestiána na břehu slapské přehrady, kde je ukončena.
| km   | místo                   | navazující, křižující a souběžné trasy |
| ---- | ----------------------- | -------------------------------------- |
| 0    | Štěchovice              | 1031 1095 3042 6073                    |
| 3    | Pod Homolí              | 1031 3042                              |
| 3.5  | Kolna (rozc.)           | 1031                                   |
| 6    | Na Rovínku (rozc.)      |                                        |
| 0.2  | Kaple na Rovínku        |                                        |
| 8    | Slapy (kostel)          | 1032 3042                              |
| 10   | Buš                     |                                        |
| 13.5 | Čím                     | 3006                                   |
| 14.5 | Pod Ostrým vrchem       | 3046                                   |
| 15   | Ostrý vrch (rozc.)      | 3046                                   |
| 16   | Nad Křeničnou           | 3046                                   |
| 17   | Živohošť most–levý břeh | 1054 3112                              |
| 18   | Nad Živohoští           | 6064                                   |
| 18.5 | Živohošť kostel (bus)   |                                        |

## Zajímavá místa
- Štěchovický most
- Kostel svatého Jana Nepomuckého (Štěchovice)
- kaple Nanebevzetí Panny Marie na Rovínku
- Kostel svatého Petra a Pavla (Slapy)
- Zámek ve Slapích
- kaplička v Buši
- kaplička v Čími
- Kostel svatých Fabiána a Šebestiána (Živohošť)
- Vodní nádrž Slapy